# Zoarces americanus
Zoarces americanus (Syn.: Macrozoarces americanus) ist ein an der Küste des nordöstlichen Nordamerikas beheimateter Fisch, seinen englischen Namen Ocean pout könnte man als Meeres-Dickkopf übersetzen. Er ist der europäischen Aalmutter (Zoarces viviparus) sehr ähnlich, im Gegensatz zu ihr aber nicht lebendgebärend.

## Besondere Merkmale
Die Länge des Fisches entspricht acht- bis elfmal (Jungfische) seiner Höhe. Im Vergleich zur Aalmutter sind die jugularen (d. h. an der „Kehle“ stehenden) Bauchflossen sehr klein und kurz. Die Rückenflosse hängt mit der Schwanzflosse durch den stacheligen Abschnitt zusammen und ist höher als bei der Aalmutter. Der Saum der Unpaarflossen wird von ca. 260 meist biegsamen Strahlen (D: 95-100 + 16-25 St. + C: ca. 25 + A: 100-118) gestützt. Der Stachelteil ist vielleicht bei der Eiablage, dem Laichakt, von Bedeutung. Die Zahl der Wirbel beträgt 131-144 und unterscheidet sich damit von der der Aalmutter. Die Schuppen sind sehr klein und dick mit Schleim bedeckt. Es wird vermutet, dass der Fisch bei Bedrohung wie die Schleimaale zusätzlichen Schleim produziert.
Das ziemlich große Maul ist unterständig, mit dicken, weichen „Lippen“. Die Zähne bilden zwei Reihen hintereinander, bei der zweiten Reihe handelt sich um Ersatzzähne, die bei Bedarf nach außen nachrücken können.
Zoarces americanus kann sich auf verschiedene Weise fortbewegen, mit den Brustflossen rudernd (labriform), durch wellenförmigen Bewegungen der Unpaarflosse wie bei den Kugelfischen (tetraodontiform) oder wie bei den Aalartigen (anguilliform) mit dem Schwanz (auch rückwärts).
Die Färbung ist sehr variabel, von orange oder bräunlich gelb-grau bis zu dunklem olivgrün, mit allerlei dunkleren, gewölkten Flecken, z. T. in Reihen auch auf der Rücken- und Afterflosse. Durch das kleine Auge zieht stets ein dunkler Streif zum Kiemendeckel. Jungfische haben einen schwarzen Fleck vorn in der Rückenflosse.
Zoarces americanus kann doppelt so lang wie die Aalmutter werden (über 1 m) und erreicht über 6 kg Gewicht, die meisten Fänge sind aber deutlich kleiner (30–70 cm). Beim Alter können bis zu 18 Jahre erreicht werden.

## Nahrung
Weichtiere wie Muscheln und Schnecken werden samt Schalen gefressen; daneben ernährt sich Zoarces americanus von Stachelhäutern, Krebsen, Würmern und Manteltieren, Fische erwischt er meist nur als Aas. Der Fisch frisst zwischen 0 und 17 °C. Die Jungen leben anfangs vorwiegend von Ruderfußkrebsen (Harpacticoida). Laut MacDonald (1983) nimmt der Fisch auch das Maul voll Sediment und sortiert Fressbares aus.

## Fortpflanzung
Gegen Ende der 1930er-Jahre wurde aus der Passamaquoddy-Bay ein Gummistiefel gefischt, in dem ein Zoarces americanus Pärchen einen Haufen gelblicher, durch Gallerte zusammenhängender Eier bewachte, aus denen schon einige, ca. 3 cm lange Jungfische geschlüpft waren. Seither ist klar, dass der Dickkopf sein Laichgeschäft ähnlich wie die Butterfische (Pholis) absolviert. Die Eier werden vom Männchen aber mit seiner Genitalpapille noch im Eileiter des Weibchens befruchtet, bei Temperaturen unter 10 °C. Die Eizahl kann 4000 übersteigen, die mit drei bis  vier Jahren erstlaichende Weibchen sind jedoch erst ca. 30 cm lang und haben um 1000 Eier. Die Laichzeit ist der Herbst, die Jungen treten 2-3 Monate später auf (Dezember–Februar).

## Vorkommen
Labrador bis Virginia (in den südlichen Teilen des Labradorstroms; daher mit „Frostschutz“-Glykoproteinen). In Küstennähe kann der Fisch in seichtem Wasser oder auch in der Gezeitenzone vorkommen (insbesondere die Jungfische), weiter seewärts lebt er in größeren Tiefen bis etwa 400 m auf Sand-, Kies- und Felsböden, kommt aber auch in der Seegras- und Tang-Vegetation vor. Er ist recht standorttreu  und macht höchstens saisonal kürzere Wanderungen. Er dringt mitunter in Flussmündungen vor, meidet aber Süßwasser.

## Fischerei
Zoarces americanus gilt als Speisefisch, bis zu den 30er Jahren wurde er jedoch in der kommerziellen Fischerei meist als nicht genutzter Beifang verworfen. Während des Zweiten Weltkrieges entwickelte sich 1942–45 kurzzeitig eine kommerziell recht erfolgreiche Fischerei auf Zoarces americanus, die jedoch bald danach wieder ein Ende nahm, als man einzellige Parasiten im Fleisch entdeckte, was die Nachfrage stark einbrechen ließ.
In den späten 60er und frühen 70er Jahren wurde der Ocean Pout zur Nutzung als Fischmehl industriell stark befischt, danach spielte er erst wieder Ende der 90er Jahre eine geringe Rolle als lokal vermarktetes Fischfilet. Seit dieser Zeit gingen die Fänge kontinuierlich zurück und sind heute ohne wirtschaftliche Bedeutung. Die starken Schwankungen in den Fangmengen können v. a. auf Änderungen in den gesetzlichen Vorschriften etwa zu den zulässigen Maschenweiten der verwendeten Schleppnetze zurückgeführt werden.

## Verwandtschaft
Zoarces viviparus und Z. americanus sind als vikariierende Arten aufzufassen, die (vor vielleicht 3 Millionen Jahren) durch die Kontinentaldrift geschieden wurden. In Nordamerika wird die Art gern als Vertreterin einer eigenen (monotypischen) Gattung, Macrozoarces Gill 1863, aufgefasst: Fishbase und J.S. Nelson (2006) können sich – ebenfalls mit guten Gründen – dazu aber nicht „durchringen“: die Frage ist objektiv unentscheidbar.